# ماركو فاسوني
ماركو فاسوني (بالإيطالية: Marco Fassone)‏ هو مدير تنفيذي رياضي إيطالي (من مواليد 1 يناير 1964، بمدينة بينيرولو)،.

## مسيرته المهنية

### البدايات
تخرج من كلية الأدب الحديث من جامعة تورينو في عام 1987، بعدها بعام واحد مباشرة انضم إلى مجموعة فيريرو، حيث بقي معهم لمدة 12 عاما. ثم في عام 2001 انضم إلى مجموعة غلاباني لمنتجات الألبان كمدير لتطوير المنتجات الجديدة، وقد شغل هذا المنصب لمدة عام واحد تقريباً. خلال تلك الفترة حاول فاسوني دخول عالم كرة القدم كحكم مساعد ولكنه فشل سريعا ليدخل الساحة الرياضية من الجانب الإداري.

### يوفنتوس
في يوليو من عام 2003، بدأ فاسوني مسيرته في عالم الرياضة بعدما عمل كمدير للتسويق في نادي يوفنتوس. وقد لعب دوراً هاماً قي القطاع التجاري في نادي يوفنتوس، وتدرج في المناصب ليصبح المدير التنفيذي للمبيعات والتسويق والمسؤول عن منطقة ملعب يوفنتوس. وهو واحد من مهندسي مشروع ملعب يوفنتوس، وكذلك المسؤول الرئيسي عن نشر علامة يوفنتوس التجارية في جميع أنحاء العالم. وقد استطاع بالفعل من تحقيق ذلك بواسطة إنشاء أول نادي ليوفنتوس في الصين.

### نابولي
إنجازات فاسوني على الصعيد الإداري مع نادي يوفنتوس، أثارت انتباه أوريليو دي لورينتيس رئيس نادي نابولي، الذي عرض عليه شغل منصب المدير العام لنادي نابولي بعد انهاء عقد المدير السابق بيرباولو مارينو. وقد بدأت الاتصالات الرسمية بينه وبين دي لورينتيس في خريف عام 2009. وقد سمحت له إدارة نادي يوفنتوس بمفدارة النادي فقط في صيف 2010. ففي 9 أغسطس من عام 2010 بدأ فاسوني عمله الجديد كمدير تنفيذي لنادي نابولي من أجل الاهتمام بنشر علامة النادي خارج إيطاليا والاهتمام بموضوع الملعب الجديد. لكن عمله لم يستمر طويلاً بسبب خلافه مع أوريليو دي لورينتيس رئيس نادي نابولي، حيث استقال من منصبه في يوم 22 مايو 2012، بعد عامين من الشراكة مع أوريليو دي لورينتيس،، ونشر رسالة وداع وجه فيها شكره للجماهير.

### إنتر ميلان
بعد استقالته من منصبه في نادي نابولي، عُين فاسوني مديراً تنفيذياً في 30 مايو 2012 لنادي إنتر ميلان، خلفاٍ لسلفه إرنستو باوليلو. بعدما باع ماسيمو موراتي نصيبه من النادي لصالح رجل الأعمال الأندونيسي ايريك توهير. حيث تم تعيينه ضمن إدارة المالك الجديد آنذاك ايريك توهير، بمنصب المدير التتفيذي لعلامة إنتر التجارية، ومديراً عاماً للإعلام. في 18 سبتمبر 2015، أصدر نادي إنتر ميلان بياناً رسميا عبر موقعه على شبكة الانترنت، اكد خلاله رحيل المدير العام ماركو فاسوني عقب انهيار العلاقة مع رئيس النادي ايريك توهير. ،ليخلفهه بذلك المديو التنفيذي السابق لنادي مانشستر سيتي الإنجليزي مايكل بولينجبروك.

### إيه سي ميلان
بعد بيع ميلان في 13 أبريل من عام 2017، لصالح شركة روسونيري سبورت للاستثمار. أعلن الملاك الجدد عن تعيين ماركو فاسوني مديرا تنفيذياً خلفاً لأدريانو غالياني الذي تم الإستغناء عن خدماته بعد 30 عاما من خدمته لإيه سي ميلان.